# Norvège aux Jeux olympiques d'hiver de 1976
La Norvège participe aux Jeux olympiques d'hiver de 1976, organisés à Innsbruck en Autriche. Cette nation prend part aux Jeux olympiques d'hiver pour la douzième fois après avoir participé à toutes les éditions précédentes. La délégation norvégienne, formée de 42 athlètes (35 hommes et 7 femmes), remporte 7 médailles (3 d'or, 3 d'argent et 1 de bronze) et se classe au quatrième rang du tableau des médailles.

## Médaillés
| Médaille                            | Nom                                                | Discipline          | Épreuve                         |
| ----------------------------------- | -------------------------------------------------- | ------------------- | ------------------------------- |
| Médaille d'or, Jeux olympiques      | Sten Stensen                                       | Patinage de vitesse | 5 000 mètres hommes             |
| Médaille d'or, Jeux olympiques      | Jan Egil Storholt                                  | Patinage de vitesse | 1 500 mètres hommes             |
| Médaille d'or, Jeux olympiques      | Ivar Formo                                         | Ski de fond         | 50 kilomètres hommes            |
| Médaille d'argent, Jeux olympiques  | Jørn Didriksen                                     | Patinage de vitesse | 1 000 mètres hommes             |
| Médaille d'argent, Jeux olympiques  | Sten Stensen                                       | Patinage de vitesse | 10 000 mètres hommes            |
| Médaille d'argent, Jeux olympiques  | Pål Tyldum Einar Sagstuen Ivar Formo Odd Martinsen | Ski de fond         | Relais 4 × 10 kilomètres hommes |
| Médaille de bronze, Jeux olympiques | Lisbeth Korsmo                                     | Patinage de vitesse | 3 000 mètres femmes             |